# Římské číslice

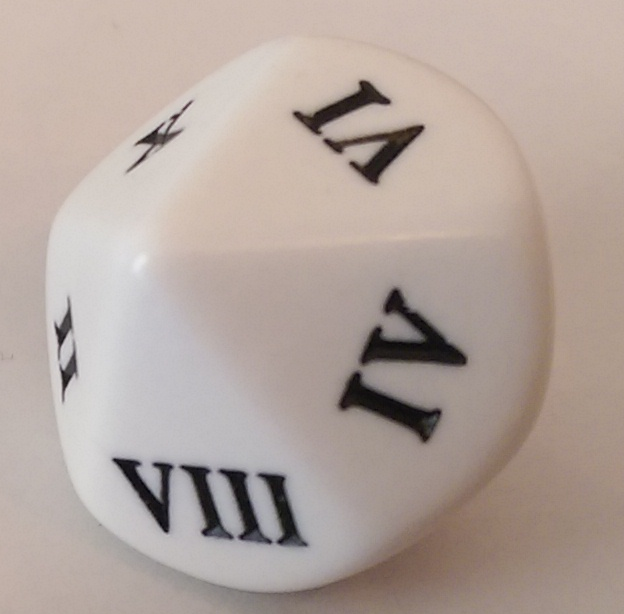
Desetistěnná hrací kostka s římskými číslicemi

| MMXXV Rok 2025 zapsaný římskými číslicemi |
|                                           |

Římské číslice slouží k zápisu čísel pomocí několika vybraných písmen latinské abecedy. Jde o takzvanou nepoziční číselnou soustavu, hodnota číslice je dána jejím symbolem a nezávisí na její pozici v zapsaném čísle. Římské číslice jsou nepraktické, zejména pro zápis větších čísel a matematické výpočty, v praxi je proto vytlačila poziční soustava s arabskými číslicemi. V současnosti se používají jen ve specifických případech, například k označení pořadí kapitoly, odstavců či panovníků stejného jména, k označení měsíce v datu a podobně. 

## Zápis čísel

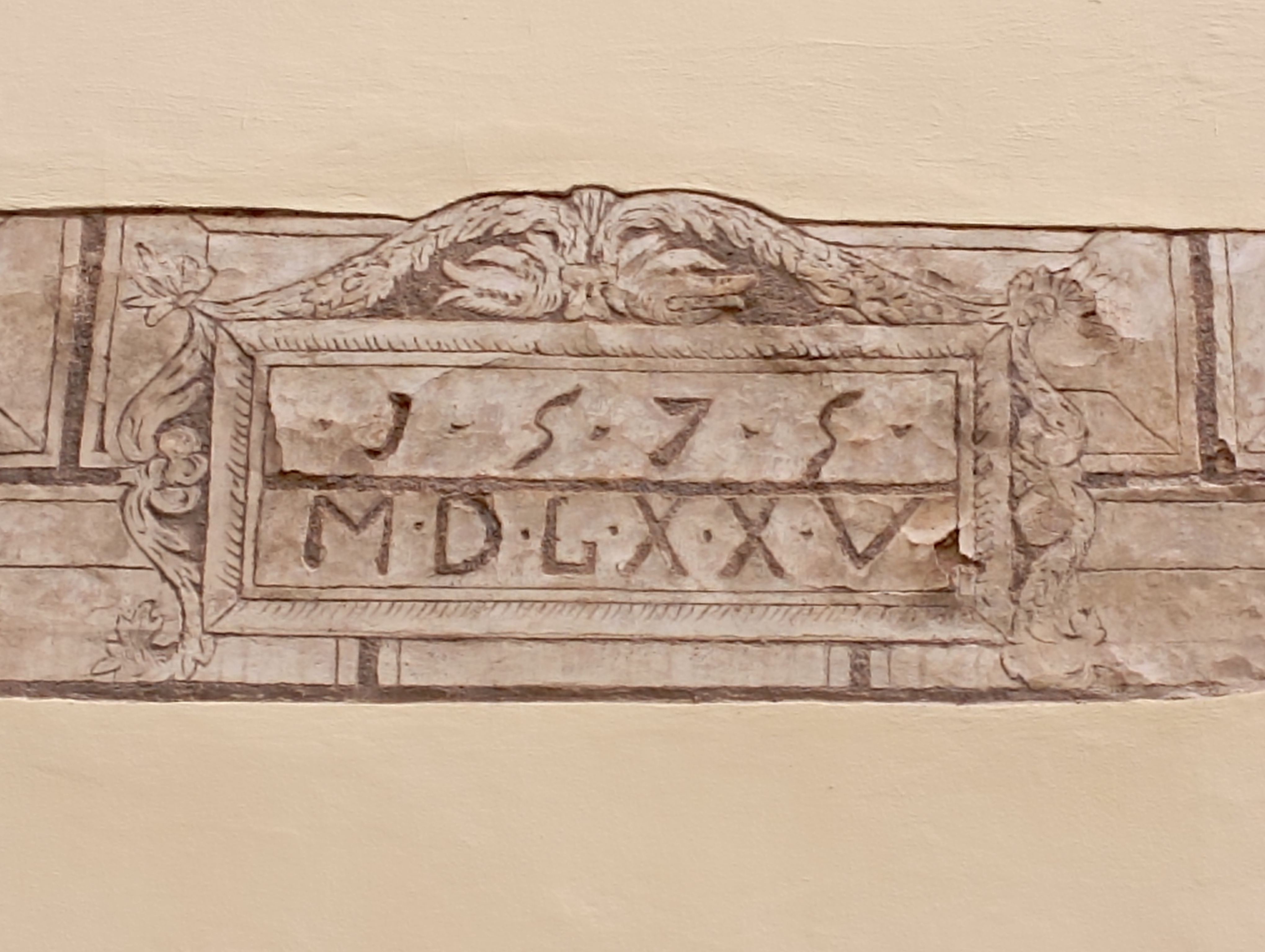
Letopočet 1575 zapsaný arabskými a římskými číslicemi

### Základní číslice
| Římská číslice | I | V | X  | L  | C   | D   | M    |
| Hodnota        | 1 | 5 | 10 | 50 | 100 | 500 | 1000 |

### Nula
Římské číslice neobsahují symbol pro nulu. Právě absence tohoto symbolu zabránila postupné přeměně římského zápisu na poziční systém,[zdroj?] a proto byl během 11. století v praktickém životě nahrazen arabskými číslicemi. Používání římských číslic v matematice je nepraktické ve srovnání s výhodami pozičních číselných soustav.

### Původ číslic

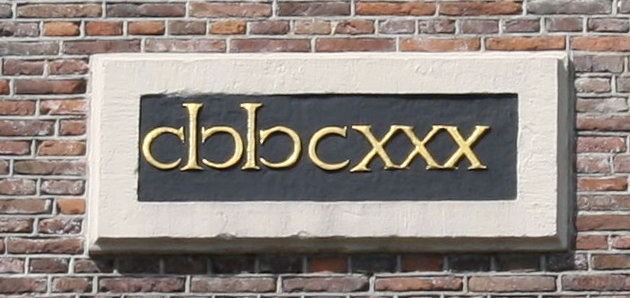
Označení roku 1630 (MDCXXX) v Amsterdamu se starším způsobem zápisu tisíců a půltisíců

Rané římské číslice odpovídaly starším etruským, byly pouze otočeny o 180°:
| Etruské číslice |   |   |    |      |     |
| Unicode         | 𐌠 | 𐌡 | 𐌢  | 𐌣    | 𐌟   |
| Římské číslice  | 𐌠 | V | 𐌢  | ↆ(ᗐ) |     |
| Hodnota         | 1 | 5 | 10 | 50   | 100 |

S odpovídajícím Unicode fontem by první dva řádky měly vypadat stejně
Etruskové psali zprava doleva, etruský zápis čísla dává po otočení při čtení zleva doprava stejnou hodnotu v římském zápisu: 𐌠𐌠𐌠𐌡𐌢 = 𐌢V𐌠𐌠𐌠 = 18, 𐌠𐌡𐌢𐌢𐌣 = ↆ𐌢𐌢V𐌠 = 76.
Etruské číslice 𐌡 a 𐌣 tvarem odpovídají dolní polovině nejbližší vyšší číslice. Totéž lze prohlásit o raných římských číslicích, avšak ne o moderních C a L.
Symbol  byl zapisován i v podobě ↃIC a později zjednodušen na Ↄ nebo C, přičemž C se nakonec prosadilo pravděpodobně vzhledem k podobnosti s písmenem C, kterým začíná latinské slovo CENTUM (= 100).
Symbol ↆ se nejdříve zakulatil a později zploštil na ⊥, následně byl ztotožněn s písmenem L.
D a M

Čísla vyšších řádů než stovky se původně zapisovala zrcadlením písmene C přes svislítko (písmeno I). Číslo 1000 se tedy zapisovalo znakem CIↃ, číslo 500 pouze IↃ. Později se zápis trojice znaků nahrazoval písmenem M podle latinského slova mille (tisíc), znak D pak vznikl sloučením dvou znaků (IↃ). Pro vyšší řády (desetitisíce, statisíce atd.) se s každým řádem zvýšil počet písmen C před i za svislítkem, ve středověku byl tento způsob nahrazen používáním nadtržítka nad základními písmeny.

### Zápis složených čísel
Spojováním a opakováním základních symbolů lze zapisovat i nekulatá čísla. Větší číslice vždy předcházejí menší. Proto např. VI je 6, CLXXIII je 173 a MDCCCXXII je 1822.

### Pravidlo pro odečítání
Římané obvykle psali číslo 4 jako IIII, číslo 40 jako XXXX, číslo 999 jako DCCCCLXXXXVIIII. Ke zkrácení zápisu takových dlouhých čísel bylo zavedeno[kdy?] zvláštní pravidlo pro odečítání, nebylo však povinné. Teprve ve středověku se stalo obecně používaným[zdroj?]. 
Odečítání má určitá omezení:

- odečítají se pouze číslice I, X a C
- odečítá se pouze jedna číslice
- odečítána může být pouze nejbližší nižší odečitatelná číslice

Ve výsledku je tedy k dispozici 6 možností:
- IV = 4
- IX = 9
- XL = 40
- XC = 90
- CD = 400
- CM = 900

Při použití tohoto pravidla lze číslo 999 napsat úspornějším způsobem CMXCIX. Nelze však zapsat 999 jako IM a už vůbec ne 495 jako VD. Na druhou stranu ale používání tohoto pravidla není povinné. Číslo 4 lze napsat správně jako IV i jako IIII (přičemž syntaxe IIII se v moderní době užívá především na cifernících).
Zavedení pravidla pro odečítání pomohlo zkrátit zápis větších čísel. Na druhé straně ještě více ztěžovalo provádění výpočtů.
Je sice zdokumentována celá řada případů, kdy byla čísla zapsána způsobem, který byl odlišný od výše uvedených pravidel, pravděpodobně však šlo pouze o výjimky, případně dokonce omyly a nikoli o platný standard.

### Historický zápis velkých čísel

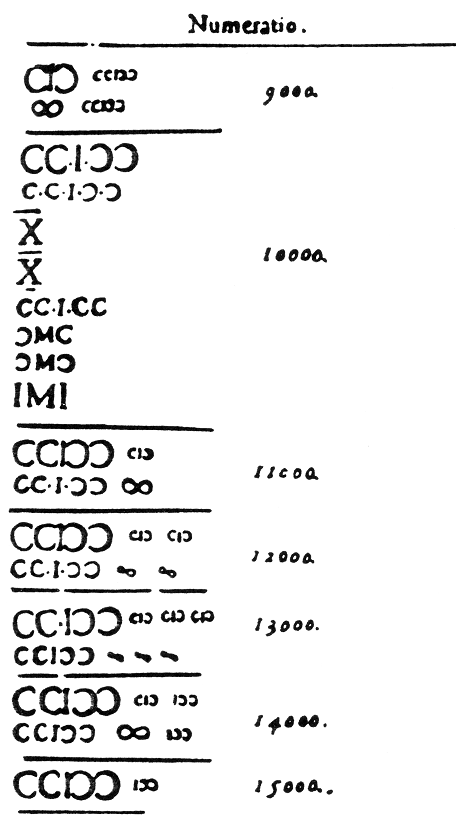
Popis různých způsobů zápisů čísel ze 16. století.

Symboly D (500) a M (1000) byly původně psány jako kolmá čára s obloučkem na jedné nebo obou stranách, resp. jako písmeno C zrcadlené za svislítkem (písmenem I) písmenem Ↄ (znak Ↄ neboli antisigma je jedním ze tří tzv. klaudiánských písmen, která se do latiny neúspěšně pokusil zavést císař Claudius). Symbol D proto vypadal asi jako |Ↄ a symbol M byl CIↃ nebo ↀ nebo ∞. Tento způsob zápisu umožňoval násobit deseti čísla větší než tisíc tím, že se na obě strany přidal další oblouček. Číslo 10000 se dalo napsat jako CC|ↃↃ, 100000 CCC|ↃↃↃ. Římané neměli žádné slovo pro milión a takto velká čísla používali velmi zřídka.
Teprve později a zvlášť ve středověku bylo nutné zapisovat i větší čísla. Proto se stal znak X číslem 10 000, C číslem 100 000 a M číslem 1 000 000, tedy nadtržítko násobilo daný základní znak tisícem. Tyto čárkované symboly se ale dnes prakticky nevyskytují.

### Tabulka římských čísel
| Římské číslo  | Arabské číslo | Poznámka                                                                                               | (Unicode) |
| ------------- | ------------- | --- | --------- |
| není          | 0             | |           |
| I             | 1             | unus, -a, -um                                                                                          | Ⅰ         |
| II            | 2             | duo, duae, duo                                                                                         | Ⅱ         |
| III           | 3             | tres, tria                                                                                             | Ⅲ         |
| IV            | 4             | quattuor                                                                                               | Ⅳ         |
| V             | 5             | quinque                                                                                                | Ⅴ         |
| VI            | 6             | sex | Ⅵ         |
| VII           | 7             | septem                                                                                                 | Ⅶ         |
| VIII          | 8             | octo                                                                                                   | Ⅷ         |
| IX            | 9             | novem                                                                                                  | Ⅸ         |
| X             | 10            | decem                                                                                                  | Ⅹ         |
| XI            | 11            | undecim                                                                                                | Ⅺ         |
| XII           | 12            | duodecim                                                                                               | Ⅻ         |
| XIII          | 13            | tredecim                                                                                               |           |
| XIV           | 14            | quattuordecim                                                                                          |           |
| XV            | 15            | quindecim                                                                                              |           |
| XIX           | 19            | undeviginti                                                                                            |           |
| XX            | 20            | viginti                                                                                                |           |
| XXX           | 30            | triginta                                                                                               |           |
| XL            | 40            | quadraginta                                                                                            |           |
| L             | 50            | quinquaginta                                                                                           | Ⅼ         |
| LX            | 60            | sexaginta                                                                                              |           |
| LXX           | 70            | septuaginta                                                                                            |           |
| LXXX          | 80            | octoginta                                                                                              |           |
| XC            | 90            | nonaginta                                                                                              |           |
| C             | 100           | centum                                                                                                 | Ⅽ         |
| CC            | 200           | duocenti                                                                                               |           |
| CD            | 400           | |           |
| D             | 500           | | Ⅾ         |
| DCLXVI        | 666           | tzv. „Číslo šelmy“.                                                                                    |           |
| CM            | 900           | nongenti                                                                                               |           |
| M             | 1000          | mille                                                                                                  | Ⅿ         |
| MCDXLIV       | 1444          | v tomto čísle jsou všechny základní symboly použity právě jedenkrát (nejmenší možné takové číslo)      |           |
| MDCLXVI       | 1666          | v tomto čísle jsou všechny základní symboly použity právě jedenkrát (v pořadí dle klesající velikosti) |           |
| MDCCCLXXXVIII | 1888          | nejdelší zápis letopočtu dosud                                                                         |           |
| MCMXLV        | 1945          | |           |
| MCMXCIX       | 1999          | Výrazy jako IMM a MIM neodpovídají stanoveným pravidlům                                                |           |
| MM            | 2000          | duo milia                                                                                              |           |
| MMM           | 3000          | tria milia                                                                                             |           |

Při správném způsobu psaní dlouhých čísel se nejprve napíší tisíce, pak stovky, pak desítky a pak jednotky.
Příklad: číslo 1988. Jeden tisíc je M, devět set je CM, osmdesát je LXXX, a osm je VIII. Dohromady pak: MCMLXXXVIII.

### Použití malých písmen
V římských dobách se používala k zápisu pouze velká písmena. Později se v běžném životě prosadila i malá písmena a začala používat i pro zápis
římských číslic. Proto např. vi znamená 6 a cxiv 114. Někdy se můžeme setkat i s čísly namíchanými, např. Cxl pro 140. Někdy se dokonce používá namísto malého i písmeno j. Někdy se používá písmeno j pouze jako poslední znak ve sledu jedniček, např. xxiij pro 23.[zdroj?]

### Zarovnání římských čísel ve sloupcích
Při psaní římských číslic v přehledech (např. obsah knihy, v které jsou kapitoly číslovány těmito číslicemi) se číslice řadí od levé svislice a připojený text se píše od nové svislice nastavené podle nejdelšího čísla.[zdroj?]

## Použití římských čísel

### Historie

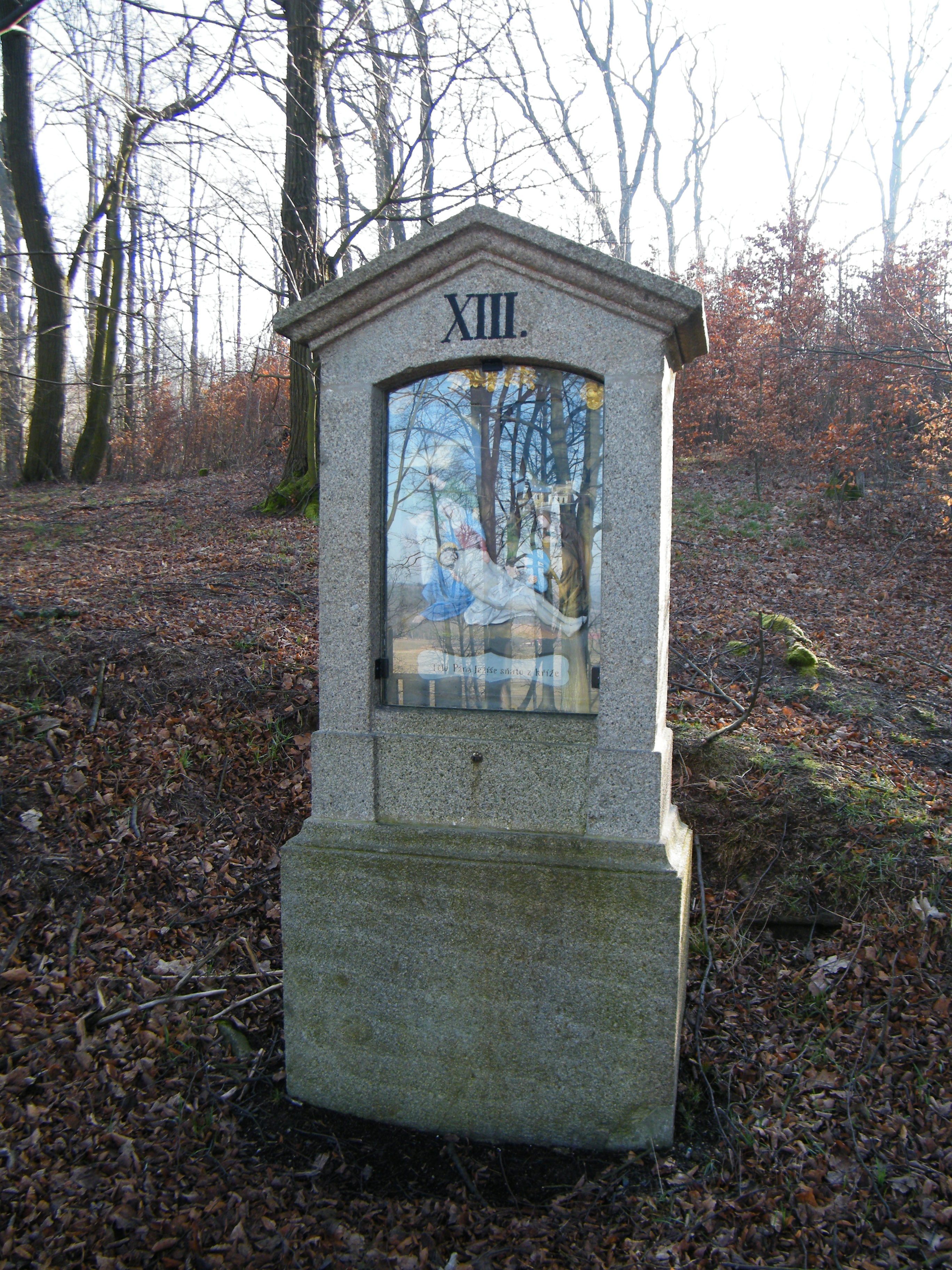
Třinácté (XIII.) zastavení křížové cesty v šluknovském Království

Římské číslice pocházejí z vyspělé etruské civilizace, která žila hlavně na území dnešního Toskánska. Dnešní způsob zapisování římských číslic vznikl ve středověku v západní Evropě. Je odvozen ze způsobu, jakým zapisovali číslice starověcí Římané, ale obsahuje některá vylepšení[jaká?].
V 17. století bylo v Evropě zvykem označovat vydání knih římskými číslicemi. Stejně tak se římské číslice používaly k označení data staveb.

### V moderní době

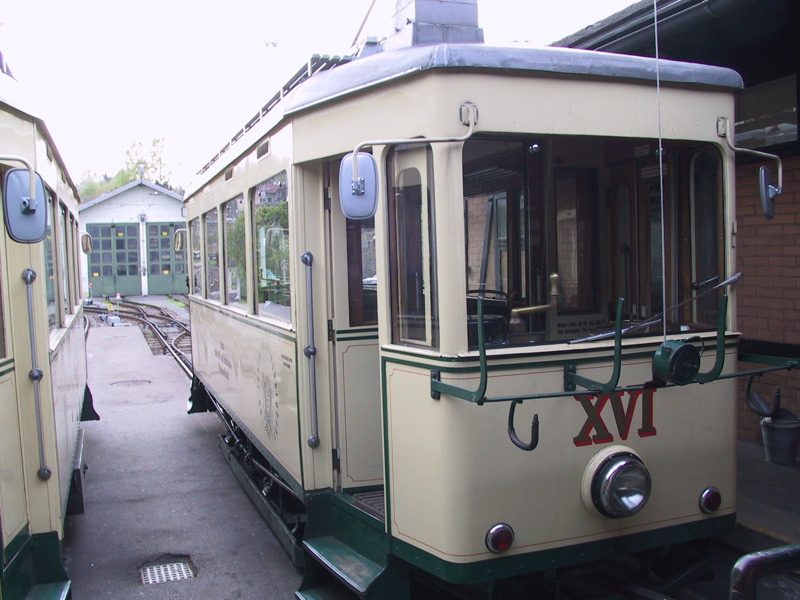
Evidenční číslo XVI na staré tramvaji v Linci

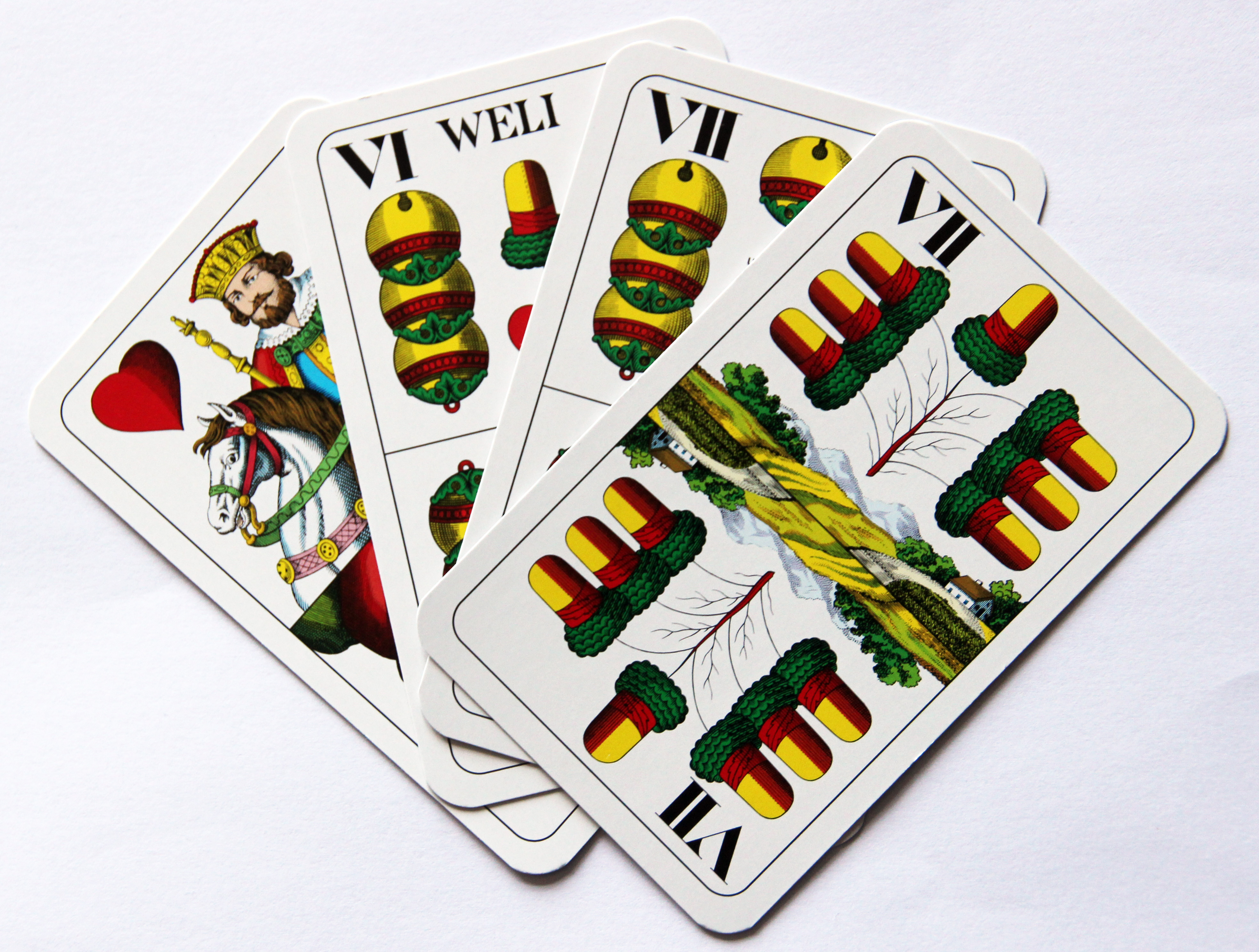
Hrací karty německého typu

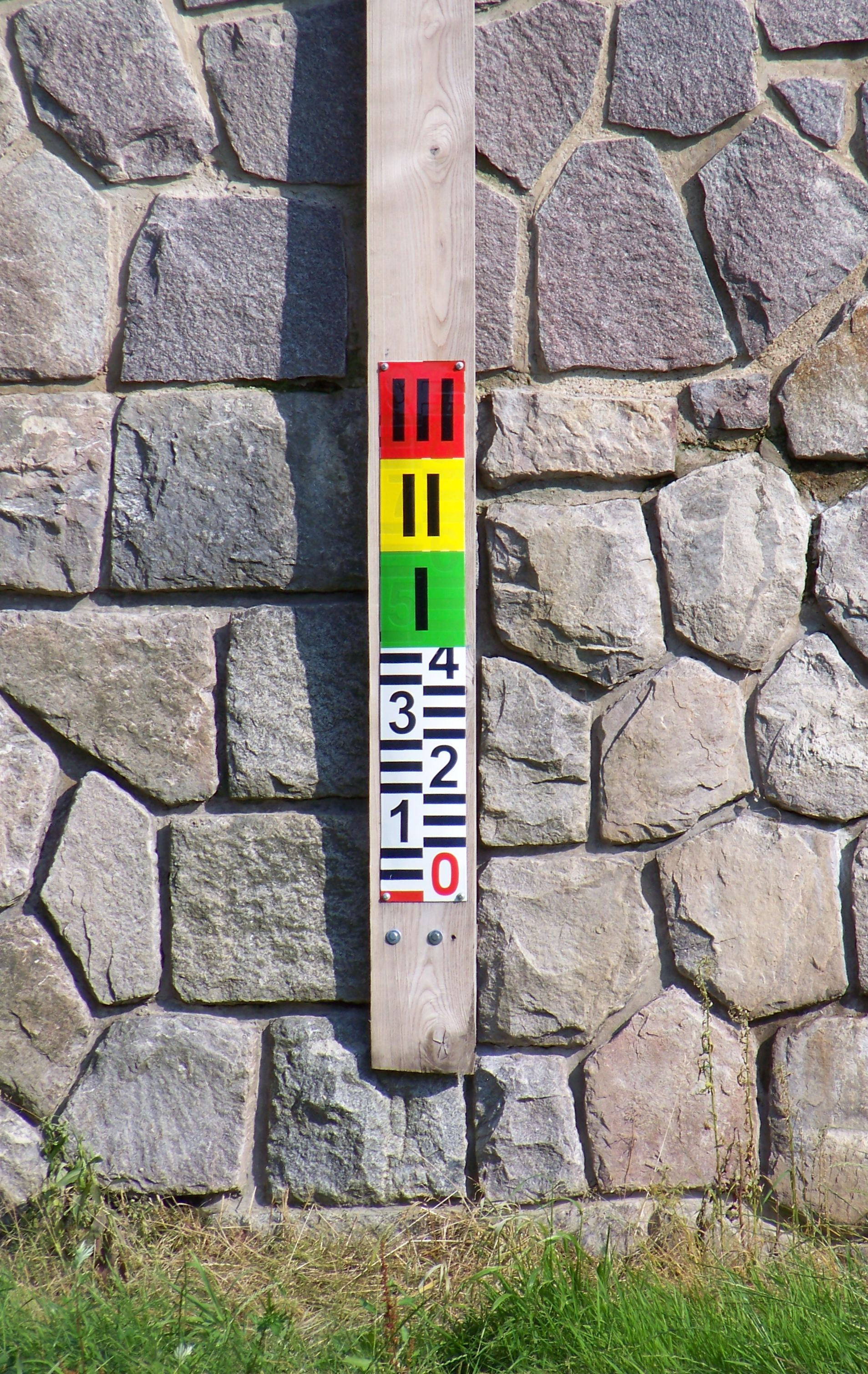
Označení stupňů povodňové aktivity v Chocni

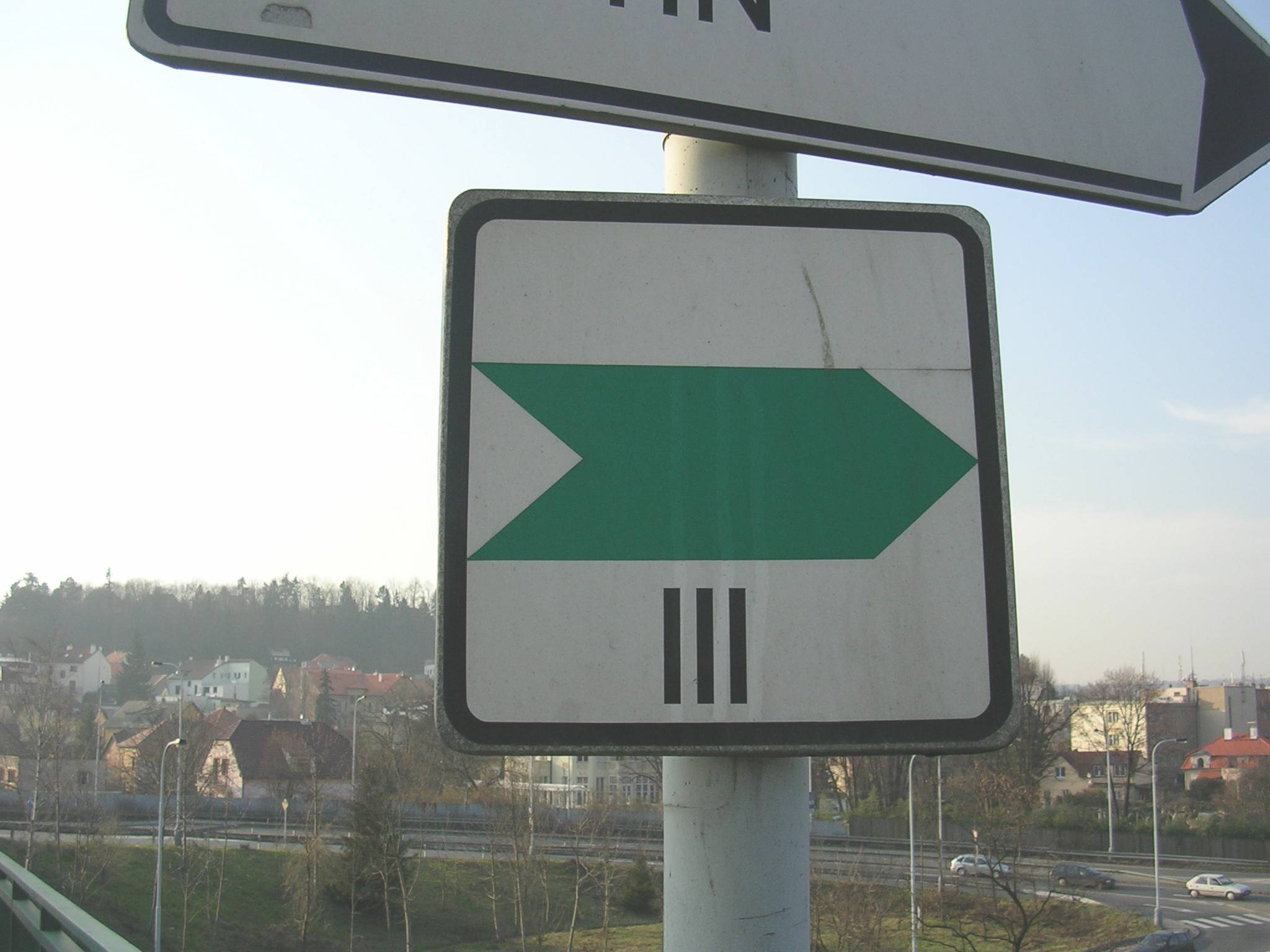
Označení bývalého 3. městského okruhu kolem Prahy

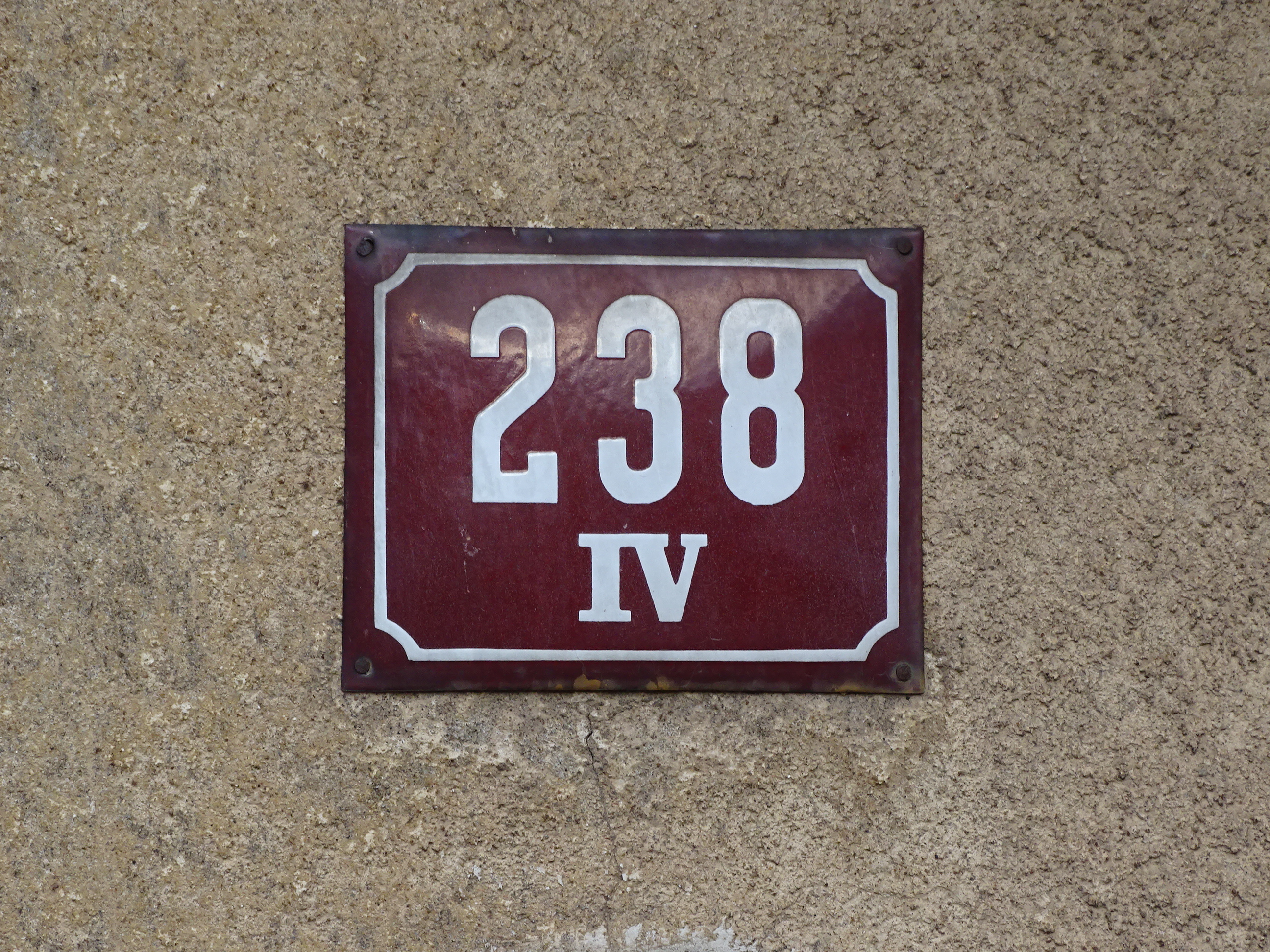
V Příbrami jsou římskými číslicemi značeny části města, například Příbram IV

Římské číslice se používají dodnes, ale ve většině případů jsou na ústupu. V českém prostředí se jimi číslují:
Pořadová identifikace:
- pořadová čísla panovníků (např. Karel IV.) včetně papežů, pro tento účel se stále používají takřka výhradně římské číslice, v češtině se používají s tečkou jako řadové, i když jsou za jménem
- díly, série nebo edice knih či filmů (v tomto významu jsou vytlačovány arabskými číslicemi)
- edice emisních norem Euro pro nákladní automobily a autobusy (pro rozlišení od norem pro osobní automobily, které se označují arabskými čísly)
- kapitoly v knihách či článcích (v tomto významu jsou vytlačovány arabskými číslicemi)
- v českých právních předpisech se podle aktuálních legislativních pravidel vlády římskými čísly bez tečky označují varianty návrhů, čísla článků v novelách předpisů a hlavy (celek nižší než část a vyšší než díl).[6]
- opakované společenské, sportovní a jiné události (soutěže, závody, přehlídky, sjezdy a slety, války, festivaly, veletrhy, výstavy apod.), ve většině případů však již v praxi začínají převládat arabské číslice
- ročníky časopisů či novin (v tomto významu jsou vytlačovány arabskými číslicemi)
- školní ročníky a třídy (matematika pro VIII. ročník, třída VI.A), v současnosti již převažují arabské číslice
- typové řady či modely výrobků, například generace rallye vozů Mitsubishi Lancer Evolution, též například tramvaj Tatra T3 byla původně označovaná jako Tatra T III.
- číslování nepojmenovaných objektů či subjektů (hospodářský objekt II, závod III, brána IV, pracovní skupina III, III. základní škola v Litomyšli), dnes spíše archaický způsob
- bašty barokních městských opevnění (vzhledem k historickému kontextu je tento způsob značení zachováván, někdy mají bašty současně i jména, např. světců)
- zastavení křížové cesty
- patro či podlaží (např. III. patro – v tomto použití jsou vytlačovány arabskými číslicemi, ale ještě na přelomu 60. a 70. let se používala římská čísla na tabulkách i v nových domech)
- série státních poznávacích značek přidělovaných v Předlitavsku a Československu od roku 1906 do roku 1932 (část značky před pomlčkou za písmenem značícím zemi, například OLXXXVII-789.
- označení městských okruhů v Československu od roku 1976; v České republice nahrazeno novým značením od roku 2016, avšak staré značení podle přechodných ustanovení platí až do roku 2025

Časové údaje
- rok (prakticky jen na historických nápisech a v titulcích filmů, jinak se v moderních textech používají výhradně arabské číslice)
- století (v tomto významu jsou vytlačovány arabskými číslicemi)
- měsíce v roce (v tomto významu jsou vytlačovány arabskými číslicemi)
- pořadové číslo čtvrtletí (používají se ale i arabské číslice)
- pro číslice na hodinovém ciferníku (typické pro historické hodiny)

Územní identifikace
- čísla místních částí obce – v minulosti tvořilo římské číslo místní části dvojici s číslem popisným, nyní se místo něj běžně používá název místní části; označení čtvrtí římskými čísly přežívá jen v některých městech, například Děčíně, Liberci, Mladé Boleslavi atd.
- čísla městských obvodů, dodnes v Pardubicích, v letech 1922–1949 i v Praze, dříve i v dalších městech
- policejní obvody v Praze (I–IV)
- souběžné ulice, které jinak mají stejný název (pouze v některých místech, kde bylo názvosloví inspirováno americkými systémy, například na pražském Spořilově), též například nádvoří Pražského hradu (I. až IV.)
- díly či části obcí či katastrálních území či obce, které by jinak měly stejný název, pokud nejsou rozlišeny slovním přívlastkem
- v letech 1770–1875 byla přinejmenším v českých zemích používána římská čísla jako popisná čísla židovských domů.

Klasifikace do tematických skupin
- třídy celní nomenklatury (např. třída II rostlinné produkty, třída XIX zbraně a střelivo atd.)
- účetní odpisové skupiny I až VII

Označení vlastností
- oxidační čísla prvků

Označení herních prvků
- čísla na hracích kostkách (nejběžnějším standardem však jsou specifická seskupení 1–6 bodů, nikoliv číslice), u vícestěnných kostek se používají spíše arabské číslice, u některých kostek jsou místo čísel obrázkové symboly
- označení hodnot hracích karet, zejména hodnoty 7, 8, 9, 10 u mariášových karet

Označení úrovně, významu či kvality:
- bezpečnostní třídy trezorů
- stupeň povodňové aktivity (I, II, III, užívá se však i slovní označení či označení arabskými čísly)
- třídy ochrany u spotřebiče (0, I, II, III)
- jakost potravin (výběr, I. jakost, II. jakost a nestandard/NS) v době socialismu
- cenová skupina v restauracích v době socialismu (I–IV)
- skupiny autosedaček podle věku dítěte (0, 0+, I, II, III)
- třídy fotbalových soutěží (I.A, I.B, II, III, IV)
- výkonnostní třídy v některých sportech
- třída silnic (I, II, III) – např. „silnice I. třídy“, „silnice II/201“, třída místních komunikací (I, II, III, IV, v evidenčním značení se však používají písmena a, b, c, d, např. 29a) (viz Kategorie pozemních komunikací)
- klasifikace evropských vnitrozemských vodních cest (třídy 0 až VII)
- třídy státních vyznamenání

V polštině se římské číslice používají takřka výhradně při uvádění století (např. 19. století je XIX wiek).
V mezinárodních normách a předpisech (zpravidla v angličtině, francouzštině či španělštině) se římské číslice zapisované malými písmeny (i, ii, iii, iv,...) používají
- k číslování úvodních stran (předmluva, obsah, poděkování apod.), předcházejících vlastnímu textu předpisu;
- k číslování odstavců či položek výčtových seznamů (zpravidla doplněné pravou kulatou závorkou či uzavřené závorkou oboustranně).

### Dva způsoby psaní čísla 4

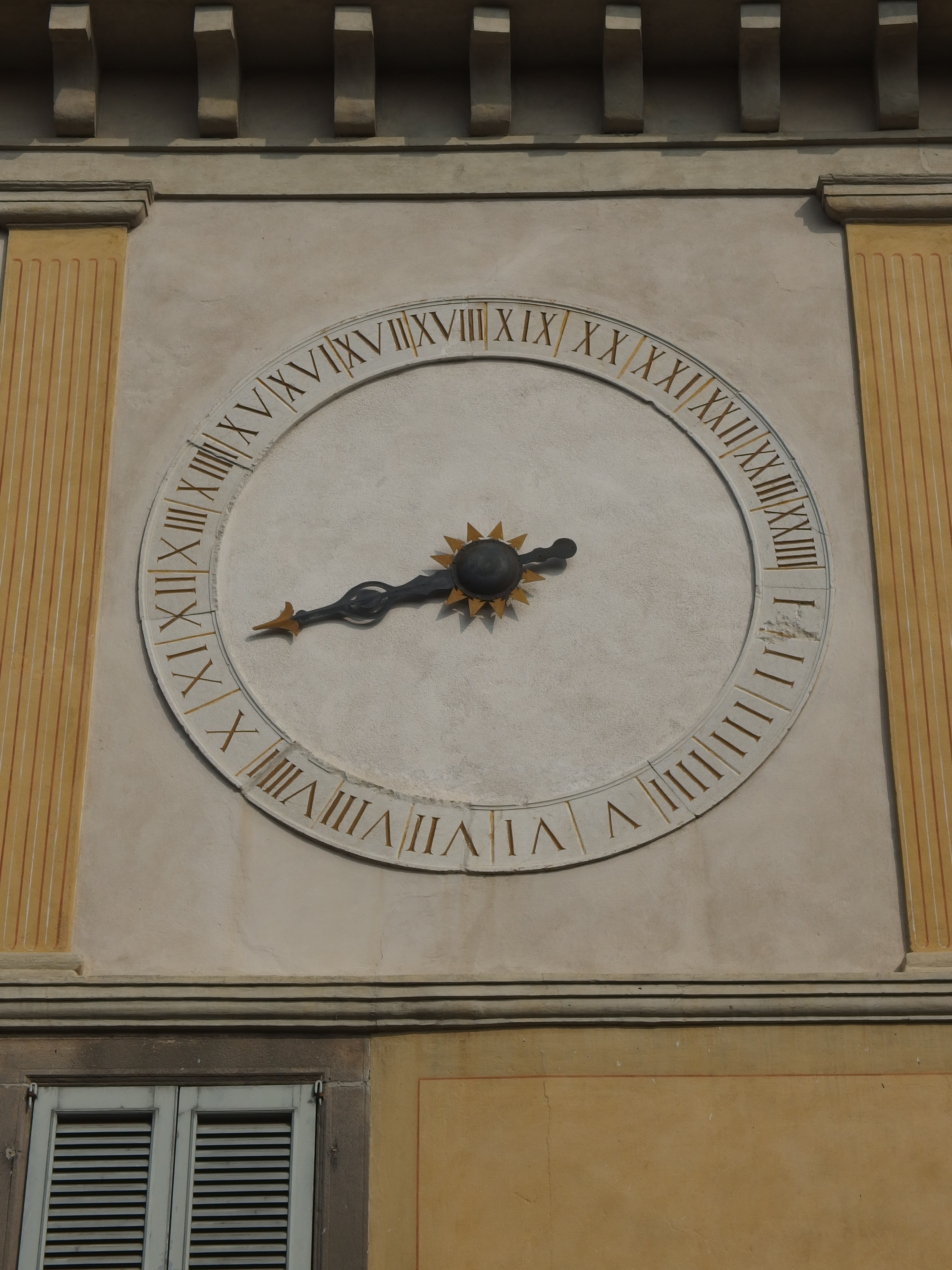
Věžní vlašské hodiny v obci Martinengo v provincii Bergamo v Lombardii

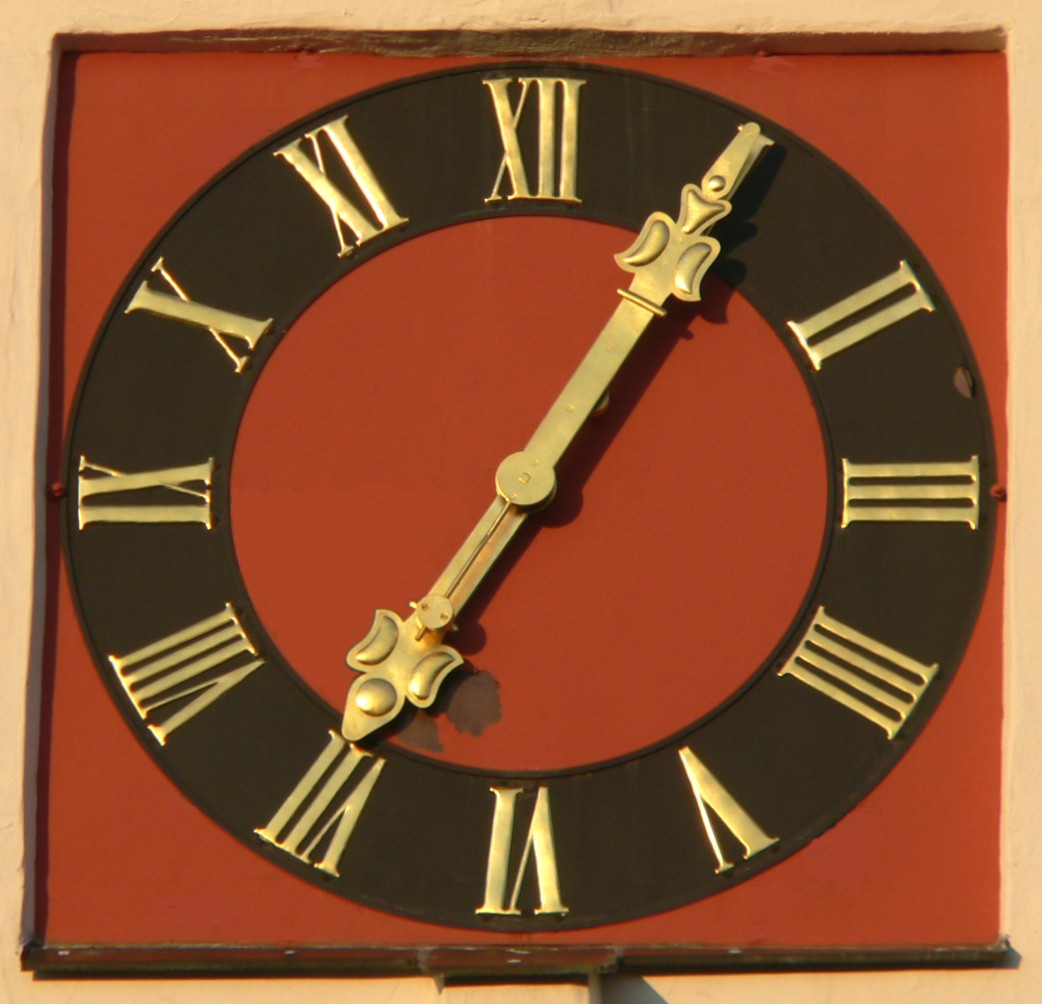
Hodinový ciferník s využitím římských číslic.

Hodinové ciferníky popsané římskými číslicemi někdy používají symbol IIII pro 4 (místo IV). Francouzský král Karel V. († 1380) údajně nařídil podobu IIII jako jediný správný způsob. Pro tento neobvyklý zápis bylo navrženo několik vysvětlení:
- Čtyřznakové IIII vytváří vizuální symetrii s VIII na druhé straně ciferníku, zatímco IV ne
- IV jsou první dvě písmena jména boha Jupitera (IVPITER), jehož použití by bylo ve starém Římě považováno za rouhání[7]
- snižuje se riziko záměny čísel IV a VI, zvláště na renesančním číselníku se 24 čísly v kruhu[7]
- jednodušší výroba, protože při použití IIII pro čtyřku se sada znaků I-I-I-I-I-V-X vyskytuje na hodinách přesně čtyřikrát, což umožňuje efektivní použití odlévacích forem či šablon.[7]

### Tabulkové procesory
Tabulkové procesory, jako jsou LibreOffice Calc nebo Microsoft Excel, v sobě mívají zabudovány funkce pro převod mezi arabskými a římskými číslicemi. Například v LibreOffice slouží k převodu funkce ROMAN a ARABIC, při převodu na římské číslo lze nastavit míru zjednodušení zápisu.

### Chronogramy

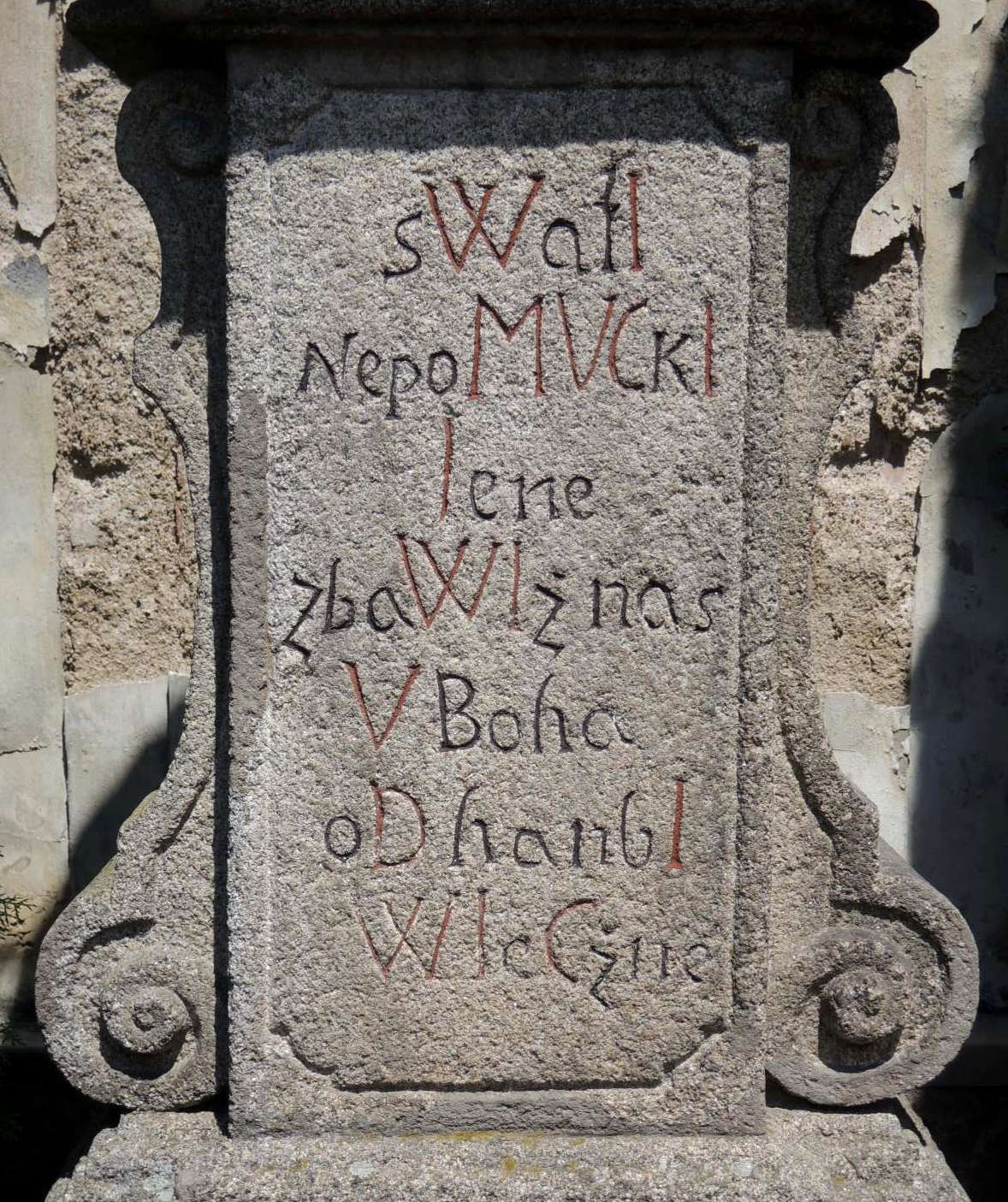
Chronogram: písmena zvýrazněná velikostí a barvou (VVIMVCIIVVIVDIVVIC, W=2V) sečtená jako římské číslice udávají letopočet 1746.

Římské číslice se používají v tzv. chronogramech. Chronogram je nápis, často hexametrový verš anebo elegické distichon, který obsahuje skrytý letopočet. Jedná se o latinské nápisy s několika zvýrazněnými velkými písmeny, které je třeba mechanicky sečíst bez ohledu na stanovená pravidla. Součet dává letopočet zveřejnění nápisu.
Např. kartuš nad vchodem do Lužického semináře
Deo et apostoLorVM prInCIpI LVsatIæ pIetas ereXIt
- Bohu a knížeti apoštolů postavila zbožnost Lužice

Nápis obsahuje chronogram vyznačený velikostí písmen: MDCLLXVVIIIIII = 1726

### Mnemotechnické pomůcky
Pro zapamatování římských číslic existuje několik jednoduchých mnemotechnických pomůcek. 
Jde například o tuto říkanku: „Ivan Vedl Xenii Lesní Cestou Do Města.“
Dalšími variantami jsou: 
„I Vědec Xenokrates Listoval Celé Dny Matematikou“ 
„Ivan Vašek Xénie, Lijí Cín Do Mumie.“
„Lev Couvá Do Manéže“
„Letí Cihla Do Malty“ 
„Lížu Citron, Dostanu Migrénu“ 
Nebo též pozpátku od 1000 – MeDiCinbaL.